# 金武町
金武町（日语：／ Kin chō */?，琉球語：／ ）是日本沖繩縣国头郡的一个市町村，位於沖繩本島北部地區的东南側，擁有豐富的地下水。

## 地理

### 轄區
| - 伊藝 | - 金武 | - 屋嘉 |

## 歷史
- 1673年：恩那間切及久志間間切分別從金武間切中分割獨立設置。
- 1896年4月1日：實施郡區制，為國頭郡轄下金武間切。
- 1908年4月1日：實施島嶼町村制，金武間切改設為金武村。
- 1946年4月1日：金武村北部分割獨立成宜野座村。
- 1980年4月1日：金武村改制為金武町。
- 1997年：駐日美軍停止在104號縣道附近實彈炮擊訓練。

## 交通

### 道路
| 高速道路 - 沖繩自動車道：屋嘉交流道 - 伊芸休息區 - 金武交流道 一般國道 - 國道329號 主要地方道 - 沖繩縣道88號屋嘉恩納線 | 一般縣道 - 沖繩縣道104號線 |

## 教育

### 中學校
- 金武町立金武中學校

### 小學校
| - 金武町立中川小學校 - 金武町立金武小學校 | - 金武町立嘉藝小學校 |

## 外部連結
- （日語） 官方网站
- （日語） 金武町的Facebook專頁
- （日語） 維客旅行上的金武町（页面存档备份，存于）